# An Old Raincoat Won’t Ever Let You Down
An Old Raincoat Won’t Ever Let You Down — дебютный сольный альбом британского певца Рода Стюарта, выпущенный в Великобритании в феврале 1970 года. В США диск был выпущен ещё в ноябре 1969 года под названием The Rod Stewart Album и занял 139-е место в чарте Billboard Top LP’s.
Альбом был высоко оценен музыкальными критиками. По словам одного из них (Стивен Томас Эрлевайн), «он представляет собой поразительно оригинальную смесь фолка, блюза и рок-н-ролла <…> Благодаря этому подходу Стюарт доказывает, что рок может звучать так же богато и вневременно, как и фолк, и что фолк может быть таким же энергичным, как рок <…>
Музыка и песни настолько ярки и богаты деталями, что отражают целый образ жизни…».

## Об альбоме
В 1969 году Стюарт вместе с Роном Вудом покинули The Jeff Beck Group, с которой они записали два альбома, и присоединились к группе The Faces, причём в то же самое время Стюарт подписал контракт с компанией Mercury Records на выпуск сольного альбома.
В качестве приглашённых музыкантов на этой пластинке отметились некоторые участники группы The Faces, барабанщик The Jeff Beck Group — Мики Уоллер, клавишник группы The Nice — Кит Эмерсон и гитаристы группы Steamhammer — Мартин Пью и Мартин Квиттентон. Майк Д’Або играет на фортепиано в кавер-версии своей собственной песни Handbags and Gladrags.
Альбом содержит восемь композиций, четыре из которых, включая и заглавную песню «An Old Raincoat Won’t Ever Let You Down», написаны самим Родом Стюартом, а четыре представляют собой кавер-версии песен других исполнителей, включая известную народную песню «Man of Constant Sorrow» и песню «Street Fighting Man» группы Rolling Stones с альбома Beggars Banquet 1968 года.

## Список композиций
| №  | Название                 | Автор(ы)                           | Длительность |
| -- | ------------------------ | ---------------------------------- | ------------ |
| 1. | «Street Fighting Man»    | Мик Джаггер, Кит Ричардс           | 5:04         |
| 2. | «Man of Constant Sorrow» | народная, аранжировка Рода Стюарта | 2:30         |
| 3. | «Blind Prayer»           | Род Стюарт                         | 4:36         |
| 4. | «Handbags and Gladrags»  | Майк Д’Або                         | 4:22         |

| №  | Название                                  | Автор(ы)    | Длительность |
| -- | ----------------------------------------- | ----------- | ------------ |
| 1. | «An Old Raincoat Won’t Ever Let You Down» | Род Стюарт  | 3:02         |
| 2. | «I Wouldn’t Ever Change a Thing»          | Род Стюарт  | 4:45         |
| 3. | «Cindy’s Lament»                          | Род Стюарт  | 4:28         |
| 4. | «Dirty Old Town»                          | Юэн Макколл | 3:40         |

## Участники записи
- Род Стюарт — вокал, гитара (в песне «Man of Constant Sorrow»)
- Ронни Вуд — гитара, слайд-гитара, бас-гитара, губная гармоника (в песне «Dirty Old Town»)
- Мартин Пью[англ.] — гитара
- Мики Уоллер — ударные
- Иэн «Мак» Маклэган — фортепиано, орган
- Майк Д’Або — фортепиано (в песне «Handbags and Gladrags»)
- Кит Эмерсон — орган (в песне «I Wouldn’t Ever Change a Thing»)
- Лу Резнер[англ.] — вокал (в песне «I Wouldn’t Ever Change a Thing»)
- Мартин Квиттентон[англ.] — акустическая гитара

## Позиции в хит-парадах
Еженедельные чарты:
| Хит-парад (1969—1970)         | Высшая позиция | Пребывание в чарте |
| ----------------------------- | -------------- | ------------------ |
| Австралия (Kent Music Report) | 31             | нет данных         |
| США (Billboard Top LP’s)      | 139            | 27 недель          |